# Ciudad de Sóller
Die Ciudad de Sóller ist eine RoPax-Fähre der spanischen Reederei Trasmed GLE. Sie wurde im Jahr 1999 ausgeliefert und verkehrte mehrere Jahre als Finnclipper in der Ostsee.

## Geschichte

### Bau und Indienststellung alsFinnclipper
Das Schiff wurde am 6. Oktober 1995 mit der späteren Finneagle von Stena Ferries, London, bei Astilleros Españoles bestellt. Am 14. Februar 1997 wurde das Schiff auf Kiel gelegt. Noch während des Baus, am 25. Juni 1997, wurde der Verkauf der späteren Finnclipper und der Finneagle an Finnlines, Helsinki, nach der Fertigstellung beschlossen. Am 1. Februar 1998 fand der Stapellauf statt. Die Ablieferung erfolgte am 19. Mai 1999 an Stena Rederi, Göteborg. Noch am selben Tag wurde das Schiff an Poseidon Schifffahrt in Lübeck übergeben. Am 10. Juni 1999 nahm das als Finnclipper in Dienst gestellte Schiff den Verkehr zwischen Travemünde und Helsinki auf.
Am 19. Dezember 2001 wurde das Schiff in das finnische Schiffsregister umgetragen, neuer Heimathafen wurde Helsinki. Am 7. Januar 2003 wechselte die Finnclipper in den Verkehr von FinnLink auf die Route Naantali–Kapellskär. Im November 2004 wurde sie an RoPax I Clipper verkauft. Am 2. Januar 2005 wurde sie in das schwedische Schiffsregister mit neuem Heimathafen Malmö umgetragen. Sie wurde von Nordö Link im Verkehr zwischen Travemünde und Malmö eingesetzt. Bereits im Januar 2006 wechselte sie zurück zu FinnLink und bediente seitdem die Strecke Naantali–Kapellskär zusammen mit ihrem Schwesterschiff Finneagle und zwei anderen Schiffen. In den folgenden Jahren wurde sie auf verschiedenen Routen von Finnlines in der Ostsee eingesetzt. Im Januar und Februar 2018 setzte Stena Line das Schiff in Charter zwischen Rostock und Trelleborg ein.

### Einsatz alsRosalind Franklin
Zwischen April 2018 und Oktober 2021 wurde das Schiff an die spanische Reederei Baleària verchartert. Nach einem Umbau in Algeciras war das Schiff ab Mai 2018 als Rosalind Franklin (benannt nach der Biochemikerin) unter der Flagge Zyperns mit Heimathafen Limassol in Fahrt. Es bediente von Juni 2018 bis Oktober 2021 die Verbindung Palma–Barcelona. Der Chartervertrag endete im Oktober 2021.

### Rückkehr zu Finnlines alsFinnclipper
Nach Ende des Charters wurde das Schiff im Oktober 2021 wieder in Finnclipper umbenannt. Von Dezember 2021 bis Mitte Februar 2022 wurde das Schiff von Finnlines auf der Route Travemünde–Malmö eingesetzt.

### Einsatz alsIgoumenitsa
Nachdem auf der von Grimaldi Lines zwischen Igoumenitsa und Brindisi eingesetzten Euroferry Olympia im Februar 2022 ein Feuer ausgebrochen war, wurde die Finnclipper als Ersatz ins Mittelmeer verlegt. Im März 2022 wurde sie an Grimaldi Euromed übertragen und einige Wochen später in Igoumenitsa umbenannt und unter die Flagge Italiens gebracht.

### Einsatz alsCiudad de Sóller
Seit März 2024 wird das Schiff auf der zur Grimaldi-Gruppe gehörenden spanischen Reederei Trasmed zwischen dem spanischen Festland und Palma eingesetzt, wo es die Ciudad de Alcudia ersetzte. Im Mai 2024 wurde es in Ciudad de Sóller umbenannt und unter die Flagge Spaniens gebracht.

## Schwesterschiffe
Die Finnclipper gehört zur Seapacer-Klasse und hat drei Schwesterschiffe. Die Schwesterschiffe der Finnclipper sind die Vizzavona, die Finnfellow und die Stena Germanica.